# Günther Heymann
Günther Heymann (* 28. Juni 1917 in Chemnitz; † 31. Januar 2014) war ein deutscher Immunologe und Mediziner.
Heymann war seit 1950 wissenschaftlicher Mitarbeiter im Paul-Ehrlich-Institut in Langen und dort ab 1957 wissenschaftliches Mitglied. Ab 1962 war er kommissarischer Leiter des Paul Ehrlich Instituts als Nachfolger von Richard Prigge, bis er 1966 von Niels Kaj Jerne abgelöst wurde. Nach dessen Weggang 1969 war er wieder kommissarischer Leiter bis 1974, in einer Zeit als das Institut zur Bundesbehörde wurde. Im Jahr 1969 wurde Heymann als Sachverständiger und ständiges Mitglied für die Bundesrepublik Deutschland in die Kommission „Europäisches Arzneibuch“ beim Europarat berufen. 1977 wurde ihm das Verdienstkreuz 1. Klasse der Bundesrepublik Deutschland verliehen.
In seiner Forschung befasste sich Heymann unter anderem mit bakterieller Toxikologie, Treponema-Erkrankungen, Immunbiologie, Blutgruppenserologie sowie der Beurteilung von Impfstoffen. Im Jahr 1961 erhielt er den Nachwuchspreis des Paul-Ehrlich-und-Ludwig-Darmstaedter-Preises.